# Thalheim, Aargau

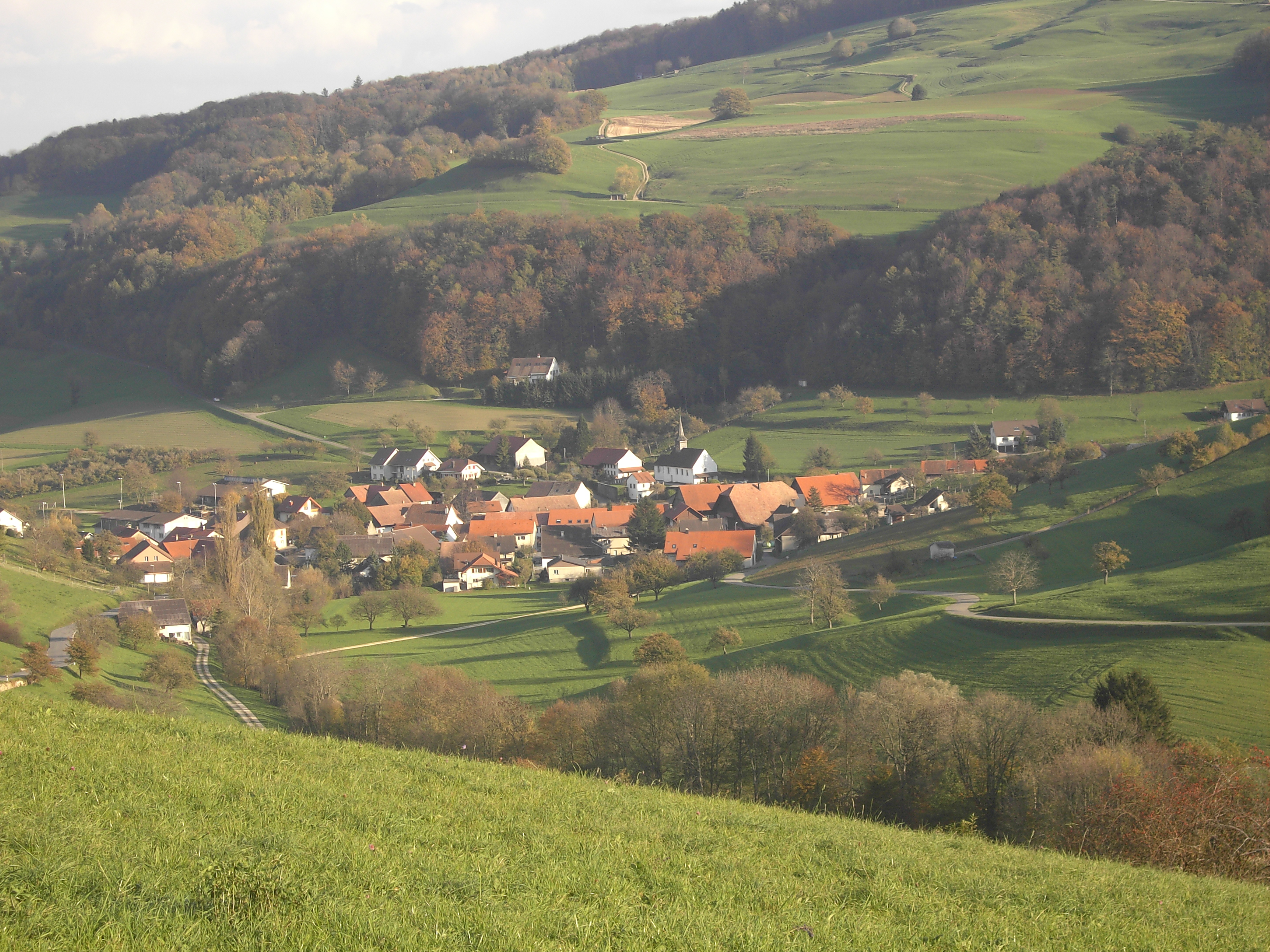
Thalheim.

Thalheim (schweizertyska: Thale) är en ort och kommun i distriktet Brugg i kantonen Aargau, Schweiz. Kommunen har 931 invånare (2023).